# Alne End
Alne End – wieś w Anglii, w hrabstwie Warwickshire. Leży 19 km na zachód od miasta Warwick i 142 km na północny zachód od Londynu.